# Cheadle Bulkeley
Cheadle Bulkeley var en civil parish från 1866 till 1879 då den blev en del av Cheadle, i grevskapet Cheshire (nu Greater Manchester), i England. Denna township hade 5 489 invånare år 1851.